# Splash de Olifant
Splash de Olifant  was een van de mascottes van de Walibi (Walibi Aquitaine, Walibi Belgium, Walibi Rhône-Alpes en Walibi Holland) parken. Hij is actief gebruikt van 2005 tot en met 2010.

## Algemene informatie
Splash de Olifant is geïntroduceerd in 2005. In het verhaal van Walibi heeft Walibi, Splash de Olifant ontmoet tijdens zijn wereldreis. Splash de Olifant is geboren in een porselein winkel, en heeft een aangeboren onhandigheid. Hij botst tegen alles en iedereen aan. Hij houdt heel erg van eten, en wordt daarom door Walibi omschreven als een bourgondiër.

## Show verschijningen
| Show                    | Jaartal(len)                            | Opmerkingen                                                                                              |
| ----------------------- | --------------------------------------- | --- |
| Walibi en de Plaaggeest | 2005, 2006, 2007 en 2008                | Show was in deze jaren alleen te zien in oktober tijdens de kinder versie van de Halloween Fright Nights |
| Walibi Live             | 2008 (en in 2010 tijdens New Years Eve) | Muziekshow, Walibi, Walibelle, Splash en Rocky zingen samen met de bezoekers bekende liedjes             |
| Walibi en z'n vriendjes | 2005 en 2006                            | |
| Walibi en de IJskoning  | 2007 en 2008                            | |

## Trivia
- In Walibi World is de Splash Battle vernoemd naar Splash de Olifant.

Afbeeldingen · Lijst van attracties